# پریسیوسا
پریسیوسا (انگلیسی: Preciosa) شرکت کالای لوکس در جمهوری چک است، که در سال ۱۹۴۸ تأسیس شد.